# Megacolon
En medicina, el término megacolon se emplea para describir aquella situación en la que la región del intestino grueso denominada colon se dilata de forma anómala, produciéndose un aumento de su diámetro habitual. Puede deberse a numerosas causas, algunas de las más frecuentes son el megacolon agangliónico o enfermedad de Hirschsprung y el megacolon tóxico.

## Etiología
El megacolon puede ser congénito, es decir presente desde el momento del nacimiento, o adquirido en la vida adulta. 
Megacolon congénitoLa causa más frecuente es la enfermedad de Hirschsprung que afecta aproximadamente a un niño por cada 5000 nacidos y predomina en el sexo masculino.
Megacolon adquiridoPuede presentarse a cualquier edad y existen numerosas causas que pueden provocarlo, entre ellas la enfermedad de Crohn, la colitis ulcerosa, la enfermedad de Chagas, la hipopotasemia, el hipotiroidismo, la enfermedad de Parkinson y el uso de algunos medicamentos que disminuyen la motilidad intestinal.